# 19e cérémonie des Empire Awards
La 19e cérémonie des Empire Awards, organisée par le magazine britannique Empire, a eu lieu le 30 mars 2014, et a récompensé les films sortis l'année précédente,.
Les récompenses sont votées par les lecteurs du magazine.

## Palmarès

### Meilleur film
- Gravity
  - Twelve Years a Slave
  - Capitaine Phillips (Captain Phillips)
  - Le Hobbit : La Désolation de Smaug (The Hobbit: The Desolation of Smaug)
  - Hunger Games : L'Embrasement (The Hunger Games: Catching Fire)

### Meilleur film britannique
- Le Dernier Pub avant la fin du monde (The World's End)
  - Alan Partridge: Alpha Papa
  - Filth
  - Rush
  - Sunshine on Leith

### Meilleur réalisateur
- Alfonso Cuarón pour Gravity
  - Edgar Wright pour Le Dernier Pub avant la fin du monde (The World's End)
  - Paul Greengrass pour Capitaine Phillips (Captain Phillips)
  - Peter Jackson pour Le Hobbit : La Désolation de Smaug (The Hobbit: The Desolation of Smaug)
  - Steve McQueen pour Twelve Years a Slave

### Meilleur acteur
- James McAvoy pour le rôle de Bruce Robertson dans Filth
  - Chiwetel Ejiofor pour le rôle de Solomon Northup dans Twelve Years a Slave
  - Leonardo DiCaprio pour le rôle de Jordan Belfort dans Le Loup de Wall Street (The Wolf of Wall Street)
  - Martin Freeman pour le rôle de Bilbon Sacquet dans Le Hobbit : La Désolation de Smaug (The Hobbit: The Desolation of Smaug)
  - Tom Hanks pour le rôle du Capt. Richard Phillips dans Capitaine Phillips (Captain Phillips)

### Meilleure actrice
- Emma Thompson pour le rôle de Pamela L. Travers dans Dans l'ombre de Mary (Saving Mr. Banks)
  - Amy Adams pour le rôle de Sydney Prosser dans American Bluff (American Hustle)
  - Cate Blanchett pour le rôle de Jasmine dans Blue Jasmine
  - Jennifer Lawrence pour le rôle de Katniss Everdeen dans Hunger Games : L'Embrasement (The Hunger Games: Catching Fire)
  - Sandra Bullock pour le rôle du Dr Ryan Stone dans Gravity

### Meilleur acteur dans un second rôle
- Michael Fassbender pour le rôle d'Edwin Epps dans Twelve Years a Slave
  - Daniel Brühl pour le rôle de Niki Lauda dans Rush
  - Sam Claflin pour le rôle de Finnick Odair dans Hunger Games : L'Embrasement (The Hunger Games: Catching Fire)
  - Richard Armitage pour le rôle de Thorin dans Le Hobbit : La Désolation de Smaug (The Hobbit: The Desolation of Smaug' ')
  - Tom Hiddleston pour le rôle de Loki dans Thor : Le Monde des ténèbres (Thor: The Dark World)

### Meilleure actrice dans un second rôle
- Sally Hawkins pour le rôle de Ginger dans Blue Jasmine
  - Evangeline Lilly pour le rôle de Tauriel dans Le Hobbit : La Désolation de Smaug (The Hobbit: The Desolation of Smaug)
  - Jennifer Lawrence pour le rôle de Rosalyn Rosenfeld dans American Bluff (American Hustle)
  - Lupita Nyong'o pour le rôle de Patsey l'esclave dans Twelve Years a Slave
  - Mia Wasikowska pour le rôle d'India Stoker dans Stoker

### Meilleur espoir masculin
- Aidan Turner pour le rôle de Kíli dans Le Hobbit : La Désolation de Smaug (The Hobbit: The Desolation of Smaug)
  - Barkhad Abdi pour le rôle d'Abduwali Muse dans Capitaine Phillips (Captain Phillips)
  - George MacKay pour le rôle de Davy dans Sunshine on Leith
  - Oscar Isaac pour le rôle de Llewyn Davis dans Inside Llewyn Davis
  - Tye Sheridan pour le rôle d'Ellis dans Mud : Sur les rives du Mississippi (Mud)
  - Will Poulter pour le rôle de Kenny dans Les Miller, une famille en herbe (We're The Millers)

### Meilleur espoir féminin
- Margot Robbie pour le rôle de Naomi Belfort dans Le Loup de Wall Street (The Wolf of Wall Street)
  - Adèle Exarchopoulos pour le rôle d'Adèle dans La Vie d'Adèle
  - Antonia Thomas pour le rôle d'Yvonne dans Sunshine on Leith
  - Elizabeth Debicki pour le rôle de Jordan Baker dans Gatsby le Magnifique (The Great Gatsby)
  - Freya Mavor pour le rôle de Liz dans Sunshine on Leith
  - Lupita Nyong'o pour le rôle de Patsey l'esclave dans Twelve Years a Slave

### Meilleur thriller
- Hunger Games : L'Embrasement (The Hunger Games: Catching Fire)
  - Capitaine Phillips (Captain Phillips)
  - Insaisissables (Now You See Me)
  - Prisoners
  - Trance

### Meilleur film fantastique ou de science-fiction
- Le Hobbit : La Désolation de Smaug (The Hobbit: The Desolation of Smaug)
  - Hunger Games : L'Embrasement (The Hunger Games: Catching Fire)
  - Pacific Rim
  - Star Trek Into Darkness
  - Gravity

### Meilleure comédie
- Alan Partridge: Alpha Papa
  - Légendes vivantes (Anchorman 2: The Legend Continues)
  - 40 ans : Mode d'emploi (This Is 40)
  - C'est la fin (This Is The End)
  - Le Dernier Pub avant la fin du monde (The World's End)

### Meilleur film d'horreur
- Conjuring : Les Dossiers Warren (The Conjuring)
  - English Revolution (A Field In England)
  - Evil Dead
  - World War Z
  - You're Next

### Empire Hero Award
- Simon Pegg

### Empire Inspiration Award
- Paul Greengrass

### Empire Icon Award
- Hugh Jackman

### The Legend Of Our Lifetime
- Tom Cruise

### The Action Hero Of Our Lifetime
- Arnold Schwarzenegger